# Horqin Tả Dực Hậu
kỳ Horqin Tả Dực Hậu (phiên âm tiếng Mông Cổ: Khorchin Züün Garyn khoid khoshuu; giản thể: 科尔沁左翼后旗; phồn thể: 科爾沁左翼後旗; bính âm: Kē'ěrqìn Zuǒyì Hòuqí, Hán Việt: Khoa Nhĩ Thấm Tả Dực Hậu kỳ) là một kỳ của địa cấp thị Thông Liêu, khu tự trị Nội Mông Cổ, Trung Quốc. Kỳ nằm ở phía đông nam của khu tự trị và tiếp giáp với tỉnh Liêu Ninh ở phía nam. Kỳ cách khu trung tâm đô thị của Thông Liêu khoảng 75 kilômét (47 mi) về phía nam. Kỳ cách khu vực trung tâm đô thị của Thông Liêu 101 kilômét (63 mi) về phía tây nam. Phương ngữ Mông Cổ bản địa của kỳ là phương ngữ Khorchin.

### Trấn
| - Cam Kỳ Tạp (甘旗卡镇) - Kim Bảo Đồn (金宝屯镇) - Cát Nhĩ Dát Lãng (吉尔嘎朗镇) - Thường Thắng (常胜镇) | - Y Hồ Tháp (伊胡塔镇) - Tra Nhật Tô (查日苏镇) - Tán Đô (散都镇) - A Cổ Lạp (阿古拉镇) | - Nỗ Cổ Tư Đài (努古斯台镇) - Triều Lỗ Thổ (朝鲁吐镇) - Hải Lỗ Thổ (海鲁吐镇) - Thắng Lợi (胜利镇) |

### Hương
- Hướng Dương (向阳乡)
- Song Thắng (双胜乡)

### Tô mộc
| - Hải Tư Cải (海斯改苏木) - công ty Lai (公河来苏木) - Hạo Thản (浩坦苏木) - Ba Nhã Tư Cổ Lăng (巴雅斯古楞苏木) - Ba Dát Tháp Lạp (巴嘎塔拉苏木) | - Ngạch Mộ Lặc (额莫勒苏木) - A Đô Thấm (阿都沁苏木) - Mậu Đô Thổ (茂道吐苏木) - Ô Lan Ngao Đạo (乌兰敖道苏木) - Ba Ngạn Mao Đô (巴彦毛都苏木) |